# Emperador Huan de Han
El emperador Huan de Han (en chino tradicional, 漢桓帝; pinyin, Hàn Huán Dì; Wade-Giles, Han Huan-ti; 132 - 25 de enero de 168) fue el vigésimo séptimo emperador de la dinastía Han tras ser entronizado por la emperatriz viuda y su hermano Liang Ji el 1 de agosto de 146. Era bisnieto del emperador Zhang. Fue el undécimo emperador de la dinastía Han oriental.
Después de que el Emperador Zhi muriera envenenado por el poderoso oficial Liang Ji en julio de 146, Liang Ji convenció a su hermana, la regente Emperatriz viuda Liang, para que nombrara emperador a Liu Zhi, de 14 años, marqués de Liwu, prometido de su hermana Liang Nüying (梁女瑩). Con el paso de los años, el emperador Huan, ofendido por el carácter autocrático y violento de Liang Ji, tomó la determinación de eliminar a la familia Liang con la ayuda de los eunucos. El emperador Huan logró destituir a Liang Ji en septiembre de 159, pero esto sólo provocó un aumento de la influencia de estos eunucos sobre todos los aspectos del gobierno. La corrupción durante este periodo había alcanzado un punto de ebullición. En 166, los estudiantes universitarios protestaron contra el gobierno y pidieron al emperador Huan que eliminara a todos los funcionarios corruptos. En lugar de escuchar, el emperador Huan ordenó el arresto de todos los estudiantes implicados. El emperador Huan ha sido considerado en gran medida como un emperador que podría haber tenido algo de inteligencia, pero al que le faltó sabiduría a la hora de gobernar su imperio, y su reinado contribuyó en gran medida a la caída de la dinastía Han Oriental.
El Hou Hanshu (Libro de los últimos Han) relata que un enviado romano (tal vez enviado por el emperador Marco Aurelio) llegó a la capital china Luoyang en 166 y fue recibido por el emperador Huan.
El emperador Huan murió en enero de 168 después de reinar durante más de 21 años; tenía 36 años. Le sucedió el emperador Ling de Han.

## Historia familiar y ascensión
Liu Zhi nació en 132, hijo de Liu Yi (劉翼), marqués de Liwu, y su concubina Yan Ming (匽明).
Liu Yi era hijo de Liu Kai (劉開), Príncipe Xiao de Hejian (y, por tanto, nieto del Emperador Zhang), y había sido nombrado inicialmente príncipe de Pingyuan como heredero de su primo Liu Sheng (劉勝) por la emperatriz viuda Deng Sui, regente del emperador An, que quedó impresionada con sus habilidades. Esto hizo correr el rumor de que la emperatriz Deng quería sustituir al príncipe Yi por el emperador An, primo del príncipe Yi. Tras la muerte de la emperatriz viuda Deng en abril de 121, el emperador An, resentido con el príncipe Yi, lo degradó al rango de marqués de Duxiang y lo exilió al principado de su padre. Durante el reinado del Emperador Shun, el príncipe Kai solicitó que se le permitiera ceder el condado de Liwu, parte de su principado, a su hijo, y el emperador Shun lo permitió. El marqués Yi se convirtió así en marqués de Liwu.
En 146, Liu Zhi había heredado el título de su padre y estaba prometido a Liang Nüying, la hermana menor de la emperatriz regente Liang Na y su violento y corrupto hermano, el gran mariscal Liang Ji. Ese año, Liang Ji, que guardaba rencor al Emperador Zhi, de ocho años, por llamarle "general arrogante", asesinó al joven emperador envenenándolo. Los funcionarios favorecieron en gran medida al primo hermano del emperador Zhi, Liu Suan (劉蒜), príncipe de Qinghe, descrito como un hombre solemne y correcto. La edad del príncipe Suan no figura en la historia, aunque parecía ser ya adulto. Sin embargo, Liang Ji dudaba en ceder autoridad a un emperador capaz. Como el marqués Zhi estaba prometido a su hermana y era relativamente joven, Liang Ji pensó que podría controlarlo e insistió en nombrarlo emperador. El marqués Zhi subió al trono ese mismo año como emperador Huan.

## Principios del reinado bajo la regencia de la emperatriz viuda Liang y a la sombra de Liang Ji
Tras la ascensión del emperador Huan a la edad de 14 años, la emperatriz viuda Liang continuó ejerciendo como regente. Sin embargo, su hermano Liang Ji llegó a asumir cada vez más control, incluso más que la emperatriz viuda. El emperador Huan honró póstumamente a su abuelo y a su padre como emperadores pero, como la emperatriz viuda era regente, no honró a su madre Yan Ming como emperatriz viuda, sino que le dio el título de consorte imperial. La esposa de su padre, la Señora Ma, también fue honrada tardíamente como consorte imperial en 148. En 147, se casó con la emperatriz viuda Liang y hermana de Liang Ji, Liang Nüying, convirtiéndola en emperatriz. Parecía que, aunque los Liang tenían el control, el emperador Huan no era una completa marioneta. Por el contrario, como señal de lo malo que se avecinaba, confiaba en los eunucos para la toma de decisiones.

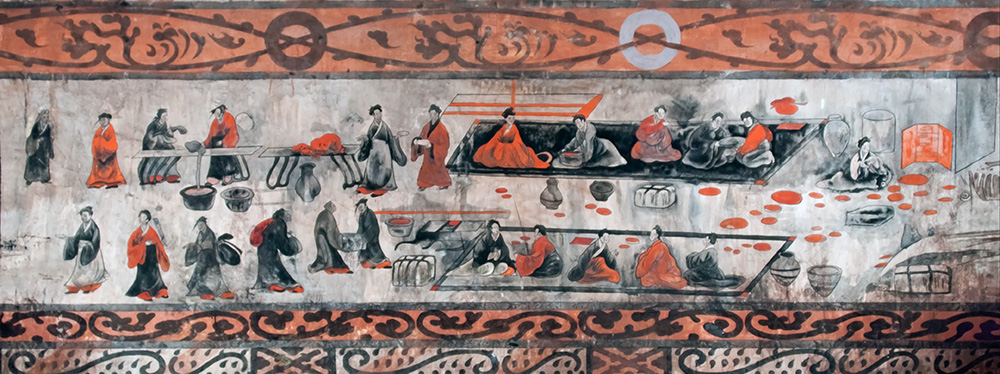
Un Han Oriental (25-220 d. C.) mural de una escena de banquete, de la tumba de Dahuting (chino: 打虎亭汉墓, pinyin: Dahuting Han mu) de Zhengzhou, provincia de Henan, China

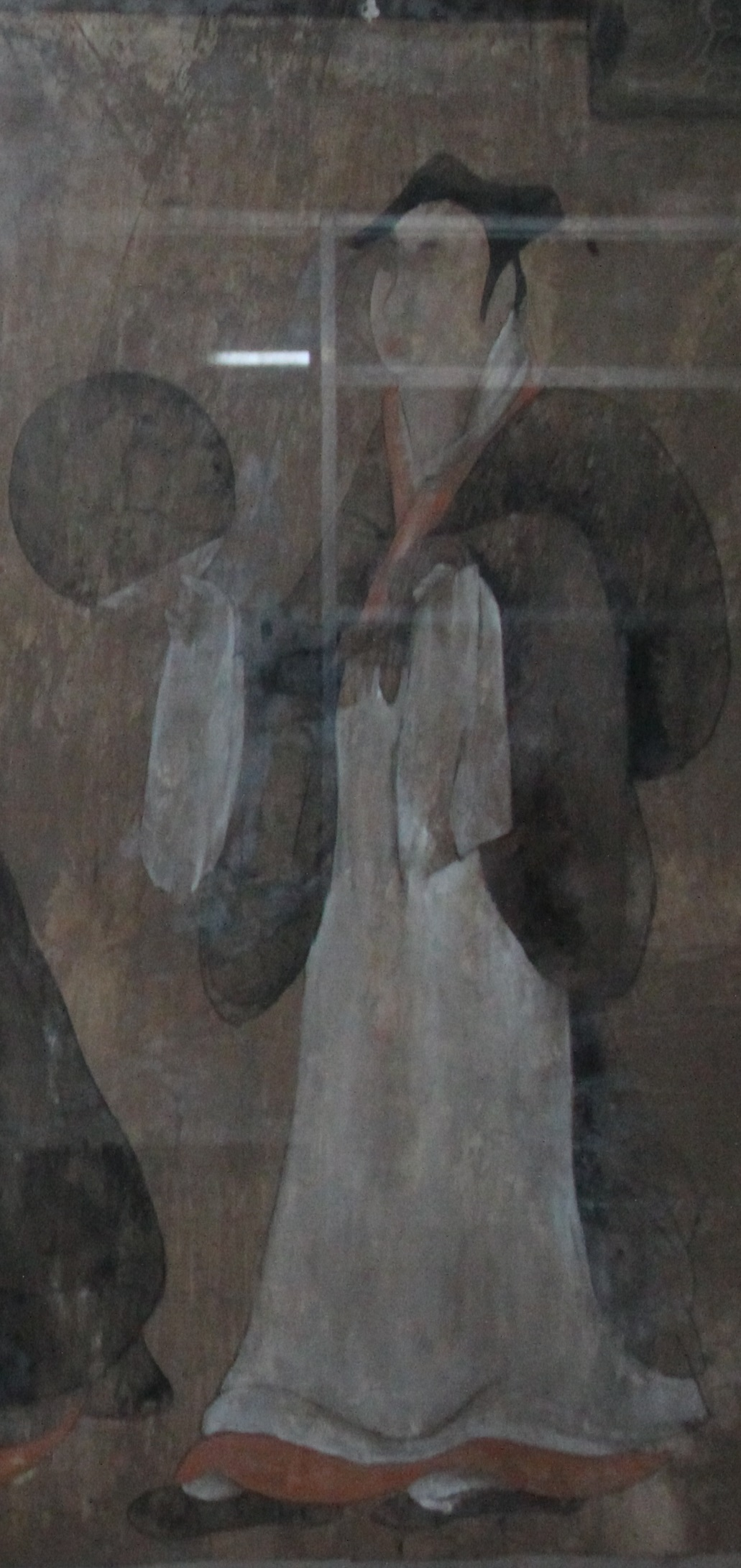
Mural de una mujer vestida con Hanfu, de la tumba Dahuting (chino: 打虎亭汉墓, Pinyin: Dahuting Han mu) de finales de la Dinastía Han Oriental (25-220 d. C.), situada en Zhengzhou, provincia de Henan, China

Ese mismo año, Liang Ji, en conjunción con los eunucos Tang Heng (唐衡) y Zuo Guan (左悺), pero con la clara aprobación del emperador Huan, acusó falsamente a los honrados funcionarios Li Gu (李固) y Du Qiao (杜喬) de conspirar para derrocar al emperador Huan y sustituirlo por el príncipe Suan. Li y Du fueron ejecutados, mientras que el príncipe Suan fue degradado a la categoría de marqués y se suicidó.
En 150, la emperatriz viuda Liang anunció que se retiraba y devolvía la autoridad imperial al emperador Huan. Ese mismo año, murió. El emperador Huan honró entonces a su madre como emperatriz viuda. Sin embargo, sin su hermana para frenar su poder, Liang Ji llegó a ser aún más poderoso que antes. Su violencia y corrupción aumentaron y acabó con toda disidencia con amenazas de muerte. Incluso echó del gobierno a su humilde y amante de la paz hermano Liang Buyi (梁不疑).
En mayo del 152, murió la emperatriz viuda Yan. Debido a que el emperador Huan había heredado el trono por línea colateral, las costumbres no le permitían ser el doliente. En su lugar, su hermano Liu Shi (劉石), príncipe de Pingyuan, ejerció de plañidero principal.
En el año 153 se produjo el primer gran enfrentamiento público entre un funcionario y un poderoso eunuco, presagio de los muchos que vendrían después.  Zhu Mu (朱穆), gobernador de la provincia de Ji (actual centro y norte de Hebei), se enteró de que el padre del poderoso eunuco Zhao Zhong (趙忠) había sido enterrado indebidamente con un traje funerario de jade, honor reservado a los príncipes imperiales. Ordenó una investigación: El padre de Zhao fue exhumado y se le quitó el traje de jade, un acto que enfureció a Zhao y al emperador Huan. Zhu no sólo fue destituido de su cargo, sino que fue condenado a trabajos forzados.

## Golpe de Estado contra Liang Ji
Con el paso de los años, el emperador Huan estaba cada vez más descontento con el control que Liang Ji ejercía sobre el gobierno y también le enfurecía el comportamiento de la emperatriz Liang.  Debido a su posición como emperatriz viuda Liang y hermana de Liang Ji, la emperatriz Liang derrochaba en su lujosa vida, muy por encima de cualquier emperatriz anterior, y era excesivamente celosa. No tenía ningún hijo y, como no quería que ninguna otra consorte imperial tuviera hijos, buscaba la forma de asesinar a las consortes embarazadas. El emperador Huan no se atrevía a reaccionar ante ella debido al poder de Liang Ji, pero rara vez mantenía relaciones sexuales con ella. En 159, enfadada y deprimida por haber perdido el favor de su marido, la emperatriz Liang murió.
Esta muerte inició una cadena de acontecimientos que condujeron a la caída de Liang Ji ese mismo año. Liang, para seguir controlando al emperador Huan, había adoptado a la bella prima de su esposa (la hijastra de su tío Liang Ji (梁紀 -nótese que los caracteres son diferentes pese a la misma pronunciación)), la Deng Mengnü (鄧猛女), como hija propia, cambiándole el apellido por el de Liang. Él y Sun entregaron a Liang Mengnü al emperador Huan como consorte imperial. Tras la muerte de la emperatriz Liang, esperaban que finalmente fuera nombrada emperatriz. Para controlarla por completo, Liang Ji planeó hacer matar a su madre, la Dama Xuan (宣): envió asesinos contra ella, pero el asesinato fue frustrado por el poderoso eunuco Yuan She (袁赦), vecino de la Dama Xuan.
La dama Xuan informó del intento de asesinato al emperador Huan, quien se enfureció enormemente. Entró en una conspiración con los eunucos Tang Heng, Zuo Guan, Shan Chao (單超), Xu Huang (徐璜) y Ju Yuan (具瑗) para derrocar a Liang- sellando el juramento mordiendo el brazo de Dan y jurando por su sangre. Liang Ji tenía algunas sospechas sobre lo que tramaban el emperador Huan y los eunucos, e inició una investigación. Los cinco eunucos reaccionaron rápidamente. Hicieron que el emperador Huan anunciara abiertamente que recuperaba el poder de Liang Ji y movilizaron a la guardia imperial para defender el palacio contra un contraataque de Liang. Rodearon la casa de Liang y le obligaron a rendirse. Liang y Sun fueron incapaces de responder y se suicidaron. Todos los clanes de Liang y Sun (excepto los hermanos de Liang Ji, Liang Buyi y Liang Meng [梁蒙], que ya habían muerto previamente) fueron arrestados y masacrados. Un gran número de funcionarios fueron ejecutados o depuestos por su estrecha asociación con Liang, tantos que el gobierno casi no pudo funcionar durante algún tiempo. Las propiedades de Liang y Sun fueron confiscadas por el tesoro imperial, lo que permitió reducir los impuestos en un 50% durante un año. El pueblo celebró enormemente la muerte de Liang Ji.

## Finales del reinado: ascenso al poder de los eunucos
Tras la muerte de Liang Ji, el emperador Huan nombró emperatriz a Liang Mengnü. Sin embargo, no le gustaba su apellido y le ordenó que adoptara el apellido Bo (薄). Más tarde descubrió que su apellido original era Deng, por lo que le restituyó el apellido.
El pueblo tenía grandes expectativas puestas en la administración del emperador Huan tras la muerte de Liang Ji. Sin embargo, al no haber podido derrocar a Liang Ji sin la ayuda de los cinco eunucos, el emperador Huan les recompensó enormemente, nombrándoles a ellos y a otros eunucos que participaron en el golpe de Estado marqueses y otorgándoles además cargos gubernamentales que les conferían un enorme poder. Además, los cinco eunucos-marqueses se dedicaron abiertamente a la corrupción masiva y se enriquecieron enormemente con la aprobación del emperador Huan. Una canción escrita sobre los cuatro eunucos-marqueses restantes tras la muerte de Dan los describía así:
Zuo puede revertir la decisión del cielo. Ju se sienta solo sin pareja. Xu es un lobo mentiroso. El poder de Tang es tan prevalente como la lluvia que cae.
El propio emperador Huan también era corrupto y no estaba dispuesto a aceptar ninguna crítica. En 159, cuando el honesto magistrado del condado Li Yun (李雲) presentó una petición instándole a frenar el poder de los eunucos, el emperador Huan se ofendió profundamente porque incluía la frase: "¿Se está volviendo ciego el emperador?"; a pesar de las intercesiones de varios funcionarios e incluso de algunos eunucos imparciales, hizo ejecutar a Li y a su amigo Du Zhong (杜眾).
En 161, aparentemente como reacción al gasto debido a las renovadas rebeliones de Qiang y a las nuevas revueltas agrarias, el emperador Huan promulgó un edicto por el que se ofrecían a la venta cargos menores, incluidos los de oficial de la guardia imperial. Esta práctica sentó un mal precedente y se haría aún más frecuente y problemática bajo el sucesor del emperador Huan, el Emperador Ling. Aunque el emperador Huan consiguió encontrar generales competentes para sofocar las rebeliones o persuadir a los rebeldes para que se rindieran, la corrupción rampante llegó a provocar nuevas rebeliones tan pronto como se sofocaban las anteriores.
En 165, quizá finalmente harto de los excesos de los eunucos, el emperador Huan degradó a Ju, el único eunuco que quedaba de los cinco originales. Otros eunucos corruptos también fueron degradados o depuestos.  Sin embargo, poco después, los eunucos recuperaron sus poder. Durante el resto del reinado del emperador Huan, habría un ciclo de ascenso y caída del poder de los eunucos tras los conflictos con los funcionarios, pero inexorablemente los eunucos volverían, haciéndose más poderosos que antes.
A finales de ese año, aparentemente cansado de la emperatriz Deng y harto de sus disputas con una de sus consortes favoritas, la consorte Guo, el emperador Huan la depuso y encarceló. Murió enfurecida y varios miembros de su familia fueron ejecutados. Huan quiso nombrar emperatriz a otra consorte, Tian Sheng (田聖), pero los funcionarios se opusieron alegando que era de baja cuna. Le recomendaron que hiciera emperatriz a la consorte Dou Miao (竇妙), hija de Dou Wu (竇武), erudito confuciano y descendiente de Dou Rong (竇融), que había contribuido mucho al establecimiento de la dinastía Han Oriental. Aunque no estaba a favor de la consorte Dou, el emperador Huan cedió a las presiones y la nombró emperatriz.
En 166, un importante enfrentamiento público entre estudiantes universitarios y eunucos derivó en un incidente de gran envergadura. El gobernador de la provincia capitalina (las modernas Henan occidental y Shaanxi central), Li Ying, había arrestado y ejecutado a un adivino llamado Zhang Cheng (張成), que había hecho que un hombre matara a su hijo, habiendo predicho que se avecinaba un indulto general. Li fue arrestado y 200 estudiantes universitarios firmaron una petición solicitando su liberación. Esto enfureció aún más al emperador Huan, que hizo arrestar a los estudiantes.  Sólo después de un año y por intercesión de Dou Wu, Li y los universitarios fueron liberados, pero a todos ellos se les retiraron sus derechos de ciudadanía. Este incidente se conoció más tarde como el primer Desastre de las prohibiciones partidistas.
En enero de 168, el emperador Huan murió sin descendencia. La emperatriz Dou, celosa de cómo favorecía a la consorte Tian, la hizo ejecutar inmediatamente. Realizó una encuesta entre los miembros del clan imperial y se decidió por el niño de 11 años Liu Hong (劉宏), marqués de Jieduting, que ascendió al trono como emperador Ling. El 9 de marzo de 168,' el emperador Huan fue enterrado y se le dio el nombre de templo "Weizong", pero este nombre de templo fue revocado posteriormente en 190 durante el reinado del emperador Xian de Han.

## Nombres de épocas
- Jianhe (建和) 147-149
- Heping (和平) 150
- Yuanjia (元嘉) 151-153
- Yongxing (永興) 153-154
- Yongshou (永壽) 155-158
- Yanxi (延熹) 158-167
- Yongkang (永康) 167

## Familia
Consortes y descendencia:
- Emperatriz Yixian, del clan Liang (懿獻皇后 梁氏; m. 159), de nombre personal Nüying (女瑩).
- Emperatriz, del clan Deng (皇后 鄧氏; m. 165), de nombre personal Mengnü (猛女).
- Emperatriz Huansi, del clan Dou de Fufeng (桓思皇后 扶風竇氏; m. 172), de nombre personal Miao (妙).
- Guiren, del clan Guo (贵人郭氏).
- Guiren, del clan Tian (贵人田氏), nombre personal Sheng (圣).
- Guiren, del clan Feng (贵人冯氏).
- Señora Kou, del clan Kou (寇氏), nieta de Kou Rong (寇荣).
- Desconocida
  - Princesa Yang'an (陽安公主), de nombre personal Hua (華), primera hija.
    - Casada con Fu Wan, marqués Buqi (伏完; fallecido en 209).

  - Princesa Yingyin (潁陰公主), de nombre personal Jian (堅), segunda hija.
  - Princesa Yangdi (陽翟公主), de nombre personal Xiu (修), tercera hija.

## Ancestros
|  |                                 |  |  |  |  |  |  |  |  |  |  |  |  |  |  |  |
|  | Emperador Ming de Han (28–75)   |  |  |  |  |  |  |  |  |  |  |  |  |  |  |  |
|  |                                 |  |  |  |  |  |  |  |  |  |  |  |  |  |  |  |
|  |                                 |  |  |  |  |  |  |  |  |  |  |  |  |  |  |  |
|  | Emperador Zhang de Han (57–88)  |  |  |  |  |  |  |  |  |  |  |  |  |  |  |  |
|  |                                 |  |  |  |  |  |  |  |  |  |  |  |  |  |  |  |
|  |                                 |  |  |  |  |  |  |  |  |  |  |  |  |  |  |  |
|  | Dama Jia                        |  |  |  |  |  |  |  |  |  |  |  |  |  |  |  |
|  |                                 |  |  |  |  |  |  |  |  |  |  |  |  |  |  |  |
|  |                                 |  |  |  |  |  |  |  |  |  |  |  |  |  |  |  |
|  | Liu Kai (f. 131)                |  |  |  |  |  |  |  |  |  |  |  |  |  |  |  |
|  |                                 |  |  |  |  |  |  |  |  |  |  |  |  |  |  |  |
|  |                                 |  |  |  |  |  |  |  |  |  |  |  |  |  |  |  |
|  | Dama Shen                       |  |  |  |  |  |  |  |  |  |  |  |  |  |  |  |
|  |                                 |  |  |  |  |  |  |  |  |  |  |  |  |  |  |  |
|  |                                 |  |  |  |  |  |  |  |  |  |  |  |  |  |  |  |
|  | Liu Yi (f. 140)                 |  |  |  |  |  |  |  |  |  |  |  |  |  |  |  |
|  |                                 |  |  |  |  |  |  |  |  |  |  |  |  |  |  |  |
|  |                                 |  |  |  |  |  |  |  |  |  |  |  |  |  |  |  |
|  | Emperatriz Xiaomu               |  |  |  |  |  |  |  |  |  |  |  |  |  |  |  |
|  |                                 |  |  |  |  |  |  |  |  |  |  |  |  |  |  |  |
|  |                                 |  |  |  |  |  |  |  |  |  |  |  |  |  |  |  |
|  | Emperador Huan de Han (132–168) |  |  |  |  |  |  |  |  |  |  |  |  |  |  |  |
|  |                                 |  |  |  |  |  |  |  |  |  |  |  |  |  |  |  |
|  |                                 |  |  |  |  |  |  |  |  |  |  |  |  |  |  |  |
|  | Emperatriz Xiaochong (d. 152)   |  |  |  |  |  |  |  |  |  |  |  |  |  |  |  |
|  |                                 |  |  |  |  |  |  |  |  |  |  |  |  |  |  |  |
|  |                                 |  |  |  |  |  |  |  |  |  |  |  |  |  |  |  |